# アカルナイの人々
『アカルナイの人々』（希: Ἀχαρνεῖς, Ἀχαρνῆς, Akharneĩs, Akharnẽs、アカルネイス, アカルネース、羅: Acharnenses）は、アリストパネスによる古代ギリシア喜劇の作品である。アリストパネスの喜劇作品として（またギリシア喜劇全体としても）、現存する最も古い作品である。
内容は、ペロポネソス戦争の継続する中で、1人の男が自分の家だけで単独和平を結んでしまう、というものである。題名は劇中でコロス（合唱隊）役を担っている「アカルナイ区の人々」にちなむ。
アリストパネスはこの作品を、紀元前425年のレーナイア祭に出品し、1等に当選したという。この時の2等はクラティノスの『暴風の中の人々（ケイマッゾメノイ）』、3等はエウポリスの『新月（ヌーメーニアイ）』であったとのことである。

## 背景
アリストパネスは平和主義者であったことでも知られ、特に平和を主題とした3作（本作、『平和』、『女の平和』）を「平和もの」と呼んでいる（もっとも、本作で実現しているのはギリシア全体の平和ではなく、主人公の個人的な平和である点が異なる）。本作はこの中で最初のものであり、ペロポネソス戦争が始まって6年が経過したところであった。それだけに、真正面から国策を批判した形のこの作品には大きな意欲が感じられる。しかし、スパルタほどの軍事国家ではないにせよ、古代ギリシアにおいては戦役は市民の義務であり、戦争による領土拡大が当たり前であった時代のことであり、たとえ作中の単独講和にせよ、たかだか30年を約束するのみである。当時としては、それでも大変な長期に感じられたのであろう。
題名は、作中のコロスがアカルナイ地方の炭焼き老人の集団役で登場することによる。これは、この地方が戦役初頭においてスパルタによる大きな被害を受けたため、その地域の人々が強くスパルタに対する反発を持っていたためとされる。主人公が彼らを説得する演説をぶつのが見せ場であったらしい。
この作品は作者の本名ではなく、カリストラトスという他人名義で発表されている。本作以前の作品もそうで、次の年の『騎士』から本名で発表している。これは作者が未成年であったためとの説があるが、はっきりしない。
主人公が食材と調理ずみの食品を売っている点などを理由に、彼はアゴラに居住するカペーロスという小売人を誇張したものだとする説がある。戦争に疲れた小農民が私設市場で小売人として活躍する点にも喜劇性があるという解釈である。

## 内容
舞台は議会でただ一人待ちくたびれる主人公ディカイオポリスの姿で始まる。彼は和平交渉への議論がここで行われることを期待している。しかし、アンフィオスという神の端くれが和平交渉を買って出るがすぐ排除され、戦費調達などの怪しい話ばかりなのに呆れ、彼はアンフィオスを探して、自分の一家とスパルタの単独講和の仲介を彼に依頼する。
アンフィオスは講和案を抱えて戻るが、それを嗅ぎ付けてアカルナイの炭焼き老人たちが押しかける。彼は急いで30年の講和を結び、群衆を迎える。
コロスは「憎い敵と和を結んだ」として彼を糾弾する。話を聞こうともせぬ群衆に向かい、彼は炭籠を持ちだし、「おまえたちの一族を人質にした」と宣言、皆もやっと話を聞くつもりになる。そこで彼は、説得するならこの姿、というので、エウリピデスをたずね、彼の悲劇のテレフォスのぼろ衣装を借り、その姿で皆の前に立ち、戦争のきっかけが取るに足りない諍いであったこと、自分たちも彼らを迫害したこと、国民全部が戦争を望んでいる訳ではないことなどを説明する。
これにコロスの半分が説得され、互いに言い合いになる。そこへ主戦論で名高いラマコスが登場する。彼は激しく主人公を責め、自分の正当性を述べるが、主人公も反論する。
場面が変わると、ディカイオポリスの家。彼だけが和平を結んでいるので、ギリシャの各地との交易が可能になっており、各地から物が持ち込まれる。メガラ人は娘を「豚」だといって売りにくる。ボイオーディアの男は産物をあれこれ持ってきて、因縁をつけにきたアテネの告訴常習者を持ち帰る。また、ラマコスが取引を求めるのは追い返し、百姓の懇願も無視するが、花嫁の願いは「女は戦には関わっていないから」とおすそ分けをする。
そこへ、彼の家の向かいにあるラマコス宅へ触れ役が来て、出征命令が出たことを伝える。直後に、ディカイオポリスの家には宴会の誘いがくる。ラマコスが文句を言いながら準備をすると、ディカイオポリスはそれに当てつけながらこちらも準備をする。たとえば
ラ「武士の胸当てを持って来い」
デ「わしにも胸当てとして一升瓶を持って来い」
ラ「これで身を固めて敵と争うのだ」
デ「これで身を暖めて呑み仲間と争うのだ」
という具合。それぞれ出発するが、すぐにラマコス邸にはラマコスが負傷して帰還するとの連絡。続いて本人が泣き言を言いながらかつがれて帰宅する。そこへ、酔っ払ったディカイオポリスが女達に囲まれて帰宅、ラマコスに冷やかしを言いながら宴会風景にて終わる。

## 日本語訳
- 『アカルナイの人々』 村川堅太郎訳、岩波文庫、1951年
  - 『ギリシア喜劇全集1』 人文書院、1961年 - 別版
  - 『世界古典文学全集12　アリストパネス』 筑摩書房、1964年
  - 『ギリシア喜劇1』 ちくま文庫、1986年 - 新版
- 『ギリシア喜劇全集1』「アカルナイの人々」野津寛訳、岩波書店、2008年
- 『喜劇全集1』「アカルナイの人々」戸部順一訳、京都大学学術出版会〈西洋古典叢書〉、2024年